# Pastor Lucas
Pr. Lucas, nome artístico de Marcos Lucas Valentim da Silva, (Santa Vitória, 11 de setembro de 1984) é um cantor e compositor brasileiro de música cristã contemporânea.

## Biografia
Pastor Lucas nasceu em Santa Vitória, em Minas Gerais. Teve sua vida Cristã originada na Assembleia de Deus ministério Missão. Sua infância foi simples, criado na roça do interior de Goiás, tendo que desde muito novo se dividir entre as tarefas da vida na roça e a escola. Lucas não conheceu seu pai biológico, foi criado uma parte de sua infância pela mãe Joana D’arc Silva Dutra e posteriormente por seu padrasto David Valentim da Silva.  Aos 7 anos já fazia tijolos com os pais na Olaria nas proximidades de Cachoeira Alta GO e ali começou a sua paixão pela música. Lucas ia para a igreja e tocava seu violão artesanal entre os músicos. Alguns poucos anos depois se mudou para o interior de São Paulo por volta do ano de 1994 onde teve que deixar os estudos para trabalhar e ajudar no orçamento familiar. Apesar da pouca cultura e dos conflitos com o padrasto, Lucas mantinha um sonho de se tornar alguém importante na vida. No ano de 1997 foi a um show do cantor Matos Nascimento e ali decidiu que queria ser como ele, Matos se tornou sua inspiração. Nos cultos da Igreja, pedia oportunidade ao pastor para cantar e foi nesse contexto que seu talento se desenvolveu. Sem nunca estudar as técnicas musicais, Lucas foi se mostrando autodidata ao aprender dominar o canto e diversos instrumentos musicais. 
Lucas começou a compor em 1999 quando escrevia canções para seus amigos e para igreja local. 
aos poucos seu talento foi tomando forma e em 2007 escreveu seu 1° sucesso; VAI PASSAR, canção gravada pouco tempo depois por Gerson Rufino. 
Sua carreira de compositor tomou proporções grandes em 2011, quando conheceu Josué Godoi, na época produtor do Regis Danese. Ao ouvir uma das canções, Godoi enviou para Régis e ele gravou. A música em questão é a Tu podes. Posteriormente ele compôs outras canções para demais cantores, entre elas "Revolução", "Casa do Pai", “Profetas Dessa Geração” e “O Poder da Cruz", de Aline Barros; "Arca da fé, de Wilian Nascimento, "Cicatrizes", de Bruna Karla entre outros. As músicas alcançaram grande repercussão nacional.
Ao ouvir a voz dele em uma gravação, Yvelise de Oliveira o convidou para integrar o cast da MK Music. Assim, em 29 de julho de 2013, ele assinou contrato com a gravadora. Seu primeiro disco, intitulado Faz acontecer teve captações ao vivo na Comunidade Evangélica Vida no Altar e foi lançado em abril de 2014.[carece de fontes?]
Em agosto de 2015 lançou seu segundo álbum, intitulado Esconderijo com o single ''Deus de Detalhes'' que foi exaustivamente tocado nas rádios do Brasil e cantada em programas de TV. A Canção ganhou clipe e ultrapassou a marca de centena de milhões de visualizações . Outro destaque do CD é a canção ''O Lugar'', com milhões de visualizações.
A carreira do Pr. Lucas não parou de crescer em 2016 escreveu o seu maior sucesso no seu novo álbum, a música Pintor do Mundo. O sucesso tomou conta das igrejas, capturou o coração das crianças, entrou como música de projetos escolares, chá revelação entre muitas outras coisas. A música foi até regravada na voz dos cantores Bruno, da dupla Bruno e Marrone, junto com seu filho Enzo Rabelo. 
No álbum pintor do mundo, teve também destaque a canção; Marcas Vida, que fez parte dos cinemas do mundo inteiro no Filme; Nada a Perder 1, onde retrata a biografia de Edir Macedo. Essa álbum também rendeu uma indicação ao Grammy Latino.
Pr. Lucas atingiu seus Bilhões de vizualizações   entre suas composições e interpretações.  Tem inúmeros sucessos em sua voz e nas vozes mais famosas da música Gospel. 

## Discografia
Álbuns de estúdio
- 2015: Esconderijo
- 2017: Pintor do Mundo
- 2023: Deus Que Surpreende[6]

Álbuns ao vivo
- 2014: Faz Acontecer
- 2017: Live Session

EPs
- 2020: Dono de Todas as Canções
- 2022: Experiências
- 2024: Trajeto De Uma Oração[7]